# The Andy Warhol Story
The Andy Warhol Story (1966) es una película underground realizada en 1966 y dirigida por Andy Warhol y Paul Morrissey. Fue protagonizada por Edie Sedgwick y Rene Ricard (como Andy Warhol).
Según el sitio web de Warhol Stars, la película estuvo realizada en noviembre de 1966, y es dos bobinas de larga duración.

## Argumento
Andy Warhol (Rene Ricard) invita a una amiga (Edie Sedgwick) a su apartamento un anochecer para hablar de su carrera. Mientras hablan, sale la verdad sobre cómo Warhol utiliza y entonces echa las personas fuera. La mujer comienza a venirse abajo y revela a Warhol como arruinó su vida con las drogas y las falsas promesas de fama.